# Kramptjärnen (Järnboås socken, Västmanland)
Kramptjärnen är en sjö i Nora kommun i Västmanland och ingår i Göta älvs huvudavrinningsområde. Sjön har en area på 0,159 kvadratkilometer och ligger 192,3 meter över havet.

## Delavrinningsområde
Kramptjärnen ingår i det delavrinningsområde (661416-144125) som SMHI kallar för Utloppet av Vasselsjön. Medelhöjden är 216 meter över havet och ytan är 12,1 kvadratkilometer. Det finns inga avrinningsområden uppströms utan avrinningsområdet är högsta punkten. Vattendraget som avvattnar avrinningsområdet har biflödesordning 4, vilket innebär att vattnet flödar genom totalt 4 vattendrag innan det når havet efter 342 kilometer. Avrinningsområdet består mestadels av skog (75 procent). Avrinningsområdet har 1,46 kvadratkilometer vattenytor vilket ger det en sjöprocent på 12,1 procent.